# 元禄八犬伝
『元禄八犬伝』（げんろくはっけんでん）は、田中啓文による時代小説。

## 内容
作者が幼少時に見たNHK『新八犬伝』の悪役を主人公に、時代を元禄期に移行させて換骨堕胎したのが本作である。また、主人公トリオと捕縛に命を懸ける大坂奉行所与力は『ルパン三世』を意識している。

### 物語
さもしい浪人・網乾左母二郎は大坂で、鴎尻の並四郎、妖婦・船虫の二人とその日暮らしを送っている。一方、犬公方こと徳川綱吉は全国から異能の侍「八犬士」を選りすぐり、失踪した綱吉の娘・伏姫探索のため大坂に派遣する。

## 登場人物
各登場人物のうち、実在の人物における歴史的事項・史実との違い等については当該記事を参照。

### 主人公たち
- 網乾左母二郎（あぼし さもじろう）
自称さもしい浪人。黒羽二重の単衣で右頬に縦の刀傷がある。元禄期の大坂に住む。
- 鴎尻の並四郎（かもめじりのなみしろう）[2]
若旦那風の町人だが正体は義賊「かもめ小僧」。大阪弁で話す。
- 船虫（ふなむし）
お金好きの年増女。髪を無造作に束ね丸いかんざしを挿す。

### 宿敵
- 滝沢鬼右衛門（たきざわ おにえもん）
奉行所の与力。かもめ小僧を捕らえるのが生きがいのごつい男。
悩殺する旦開野の色香によろめく。

### 八犬士
- 犬塚信乃
母親により女として育てられた女装の犬士。艶やかな振袖を着た色白で別嬪のお嬢様。女の髪型で女言葉で話す。
長い髪は地毛で常に女の装いをしているが、丶大法師との愛人関係を左母二郎に疑われると一笑に付したり、並四郎に暴力を振るうなど男性には厳しい。
- 犬山道節
石川五右衛門のような大百日鬘で、鎖帷子を着込んだ大男。火遁の術使い。
信乃の許嫁・浜路の異母兄。信乃の愛刀「村雨丸」を届けに大坂に上ってきた。
- 犬飼現八
太い眉毛にどんぐりまなこの大酒のみ。酔っぱらうとおかしな犬の歌をがなる。
- 犬川額蔵
真面目一途の剣豪。突きを得意とする。目下にも敬語を使う。
- 犬塚毛野／旦開野（あさけの）
くのいちや踊り子、脚を露出した女軽業師、総髪（そうがみ）の女武者などに扮する、信乃と同様に女装の犬士。男のなりでも化粧や香水により男装の麗人に見える。
男には薄情な信乃とは反対に、女としての色仕掛けを得意とする。相手が女でも誘惑する。
- 犬村角太郎
陰陽師か山伏のようななりの侍。猫が苦手。
- 犬田小文吾
相撲取りに見まがう太った体格で筋肉が盛り上がった巨漢。
- 犬江親兵衛
十歳に満たぬ子供だが大人びた物言いをする。
- 丶大法師
本名は金碗大輔。八犬士の取り纏め。墨染の衣で錫杖をふるう。

### 悪役
- 宝晋斎其角（ほうしんさい  きかく）：第一話「通し矢と矢数俳諧」の悪役
俳諧師。
- 真白衆（ましろしゅう）：第二話「真白山の神隠し」の悪役
真白山の山賊。
- 啞面坊洞穴（あめんぼう どうけつ）：第三話「三人淀屋」の悪役
えべっこく寺の住職。
- 丸砂鉄之介（まるさ てつのすけ）：第四話「仇討ち前の仇討ち」の悪役
元赤穂藩の浪人。
- 水無瀬屋銀十郎（みなせや ぎんじゅうろう）：第五話「歯噛みする門左衛門」の悪役
芝居小屋の座頭。
- 美濃口逸ノ丞（みのぐち いつのじょう）：第六話「眠り猫が消えた」の悪役
熊本藩士。化け猫と化した赤岩一角（角太郎の父）の旧友。
- 中山時春（なかやま ときはる）：第七話「天から落ちてきた相撲取り」の悪役
大坂町奉行。分担地域のある鬼右衛門の上司とは異なり、遊軍的存在。
- 天野屋利兵衛（あまのや りへい）：第八話「さらわれた少年犬士」の悪役
大坂の廻船問屋。
- 山寺信雄（やまでら のぶかつ）：第九話「調伏大怨霊」の悪役
水戸藩家老。
- 堀部安兵衛（ほりべ やすべえ）：最終話「討ち入り奇想天外」の悪役
元赤穂藩の浪人。吉良邸討ち入りを主張する。
主人公たちに脚を斬りつけられ、討ち入りに参加できず、気絶した体を泉岳寺の境内に投棄された。

### その他
- 吉良上野介（きら  こうずけのすけ）
天皇親政を復活させんと願う高家。
- 水戸黄門（みと  こうもん）
怨霊となって吉良に取り憑き、天皇陛下から倒幕の密勅を得ようと目論む。